# 조지 N. 질레트
조지 닐드 질레트(George Nield Gillett, 1938년 10월 22일 ~ )는 미국의 기업인으로, 스포츠 프랜차이즈 및 육류 생산으로 재산을 모아 내셔널 하키 리그의 카나디앵 드 몽레알의 구단주로 재산은 약 15억 달러로 추정된다.

## 일생과 경력
1956년 레이크 포스트 아카데미를 졸업하였고, 애머스트 대학과 위스콘신 도미니크회 대학을 다녀 1979년 작은 방송국 3개를 구입해 질레트 통신을 출시한 뒤 1982년 내슈빌에서 WSM 텔레비전 방송국을 인수하였다.
1984년 포스트 코퍼레이션의 8개의 텔레비전 방송국과 22개의 신문 관련 공장을 인수하였고, 비통신 자산들은 톰슨 코퍼레이션과 기타 구매자들에게 매각되었다.
1985년 베일과 비버 크릭 스키장을 인수하였고, 1989년 세계 알파인 스키 선수권 대회를 성공적으로 개최하였다. 뉴욕 증권 거래소에도 3210만 달러와 그의 비즈니스 제국의 부수입이 증가해 부스 크릭 관리 주식 회사를 합병하였다.
1996년에는 뉴햄프셔, 캘리포니아, 워싱턴, 와이오밍에 이르기까지 부스 크릭 스키 홀딩스를 구축해 형성하였다. 1997년부터는 육류 산업에도 진출해 톰 힉스와 동업자가 되었고, 2001년 미국 메이저 아이스 하키 리그의 카나디앵 드 몽레알을 인수하였다.
2009년 6월 20일 카나디앵 드 몽레알은 캐나다의 엔터테인먼트 그룹에 매각되었고, 2007년 두바이 인터내셔널 캐피탈로부터 잉글랜드 프리미어리그의 리버풀 FC를 인수해 톰 힉스와 함께 공동 구단주가 되었다.

## 스토어 커뮤니케이션 인수
1987년 사모펀드 투자회사 K.K.R(Kohlberg Kravis Roberts)로부터 스토어(당시 영문명 Storer Communications)의 TV방송국들을 인수했고 게이로드 브로드캐스팅으로부터 탬파베이의 WTVT를 인수했다. 당시 인수한 방송국은 질레트 커뮤니케이션(Gillett Communications) 산하로 두게 되었고 이후 1993년 뉴 월드 커뮤니케이션에 매각되었다.
1994년 뉴 월드와 FOX의 제휴계약으로 인해 샌 디에고의 KNSD, 보스턴의 WSBK를 제외한 모든 방송국들이 FOX와 제휴를 맺었으며 이후 뉴 월드는 1997년에 FOX 네트워크의 모회사인 뉴스 코퍼레이션과 합병하게 되었고, 합병 과정에서 KCST는 가맹국인 NBC에 매각되었고, WSBK는 바이어컴에 매각되어 UPN계열국으로 운영되었다. 현재 클리블랜드의 WJW, 밀워키의 WITI를 제외하면 모두 뉴스 코퍼레이션 소유이다.
스토어 커뮤니케이션 인수당시 운영한 방송국은 다음과 같다. (게이로드에서 인수받은 WTVT는 제외한다.)
- KCST(현 KNSD), NBC계열 (NBC유니버설 소유)
- WAGA, CBS계열 (현 FOX계열, Fox Television Stations 소유)
- WSBK, 독립 방송국 (현 MyNetworkTV계열, CBS Corporation 소유)
- WJBK, CBS계열 (현 FOX계열, Fox Television Stations 소유)
- WJW, CBS계열 (현 FOX계열, Tribune Broadcasting 소유)
- WITI, CBS계열 (현 FOX계열, Tribune Broadcasting 소유)